# 洛沃澤羅湖
洛沃澤羅湖是俄羅斯的湖泊，位於摩爾曼斯克州科拉半島上的巴倫支海流域，湖泊面積200平方公里，平均深度5.7米，每年的差別少於1米。洛沃澤羅湖的湖岸線曲折，湖邊有很多半島和小島。
1970年，兩座水力發電廠在湖泊下游約100公里處興建，沃羅尼亞河因水壩形成水庫，海拔高度與洛沃澤羅湖相同，使兩者組成一個水體。